# Samantha Labuschagne
Pour les articles homonymes, voir Labuschagne.
Samantha Mikaela Labuschagne, née le 8 juin 1999, est une nageuse sud-africaine. 

## Carrière
Samantha Labuschagne obtient la médaille d'or du relais 4 x 100 mètres nage libre mixte ainsi que la médaille de bronze du 100 mètres nage libre aux Championnats d'Afrique de natation 2016 à Bloemfontein.